# Sayabec
Sayabec ([seˈbɛk], mi'kmaq Siapeg) är en kommun och ett samhälle (tidigare bykommun och tätort) i den kanadensiska provinsen Québec. Kommunen tillhör sekundärkommunen La Matapédia i regionen Bas-Saint-Laurent. Kommunens folkmängd uppgick 2021 till 1 706, varav 1 122 i den tidigare tätorten.